# Омутной камень
Омутной камень — скальное обнажение известняков на правом берегу реки Усьвы, в 16 км ниже одноимённого посёлка в Пермском крае, Россия. Отвесная береговая скала протяженностью вдоль реки более 500 м и высотой над урезом воды до 90 м. Ландшафтный памятник природы Пермского края.
На скалах отмечено 68 видов сосудистых растений, в том числе такие редкие как родиола розовая (Rhodiola rosea), дремлик болотный (Epipactis palustris).